# Naisho no Hanashi
Singles de ClariS
Nexus
(2011) Wake Up
(2012)
Pistes de Birthday
Treasure
(10) Zutto
(12)
Naisho no Hanashi (ナイショの話) est une chanson pop du duo d'idole japonaise ClariS, écrite par Ryo de Supercell. C'est le quatrième single du groupe sorti le 2 février 2012 chez SME Records. La chanson a été utilisée comme générique de fin de la série télévisée anime de 2012 Nisemonogatari. Un clip a été produit pour "Naisho no Hanashi", dirigé par Kazuaki Nakamura. Le single a culminé à la 2e place du classement musical hebdomadaire japonais de l'Oricon.

## Composition
"Naisho no Hanashi" est une chanson pop japonaise avec l'instrumentation de guitare électrique, de basse et de batterie. Selon un livre de partitions publié par Shinko Music Entertainment, elle est réglée sur une mesure de temps commun et se déplace sur un tempo de 194 battements par minute. À partir d'une tonalité de La mineur, l'introduction commence avec les voix de ClariS et ajoute batterie et guitare pour passer au premier couplet, suivis du refrain. Après un court pont, ce modèle est répété pour le second couplet et refrain avec la même musique avec des paroles différentes. Un break est employé pour passer au refrain, suivie immédiatement à nouveau d'un refrain en tant qu'outro en Si bémol majeur. Une coda instrumentale est utilisée pour terminer la chanson.
Clara et Alice étaient déjà de grands fans de la musique de Ryo avant de chanter cette chanson et étaient très enthousiastes à l'idée de travailler avec lui. Suivant la demande de Ryo, Clara et Alice ont été enregistrées en faisant le compte au début de la chanson cinq fois séparées: normalement, jouant les innocentes, utilisant une voix rauque, agissant enthousiasment et énergiquement. Selon Alice, les paroles expriment les sentiments d'irritation et d'angoisse d'une fille avec un coup de foudre unilatéral sur quelqu'un. Alice a pensé aux sentiments de la jeune fille pendant qu'elle l'a chantée. L'illustration de la couverture comporte une glace à l'eau translucide morude contenant des fruits congelés avec "ClariS" marquée dessus; la direction artistique et le design ont été à nouveau confiés à Motohiro Yamazaki.

## Sortie et réception
"Naisho no Hanashi" a été publié dans une édition régulière et deux limitées, le 2 février 2012, en CD par la SME Records au Japon,,. L'une des versions d'édition limitée a été emballée avec des artworks de Nisemonogatari et contenait également une version courte de "Naisho no Hanashi" au lieu de sa version instrumentale. L'autre édition limitée a été livrée avec un DVD contenant le clip pour "Naisho no Hanashi".
Le single a culminé à la 2e place du classement musical hebdomadaire japonais de l'Oricon, avec plus de 35,000 copies vendues dans la première semaine de vente, et y resté classé pendant 12 semaines,. "Naisho no Hanashi" a débuté et a culminé à la 6e place du Japan Hot 100 de Billboard.

## Vidéoclip
Le vidéoclip est entièrement animé et est dirigé par Kazuaki Nakamura. Il commence par les illustrations de Clara et Alice par Akio Watanabe, qui sont présentées tout au long de la vidéo sur divers modèles en évolution rapide. Des silhouettes animées des filles sont montrées en train de courir et également vues à travers la vidéo, soit aux côtés des illustrations précédentes, maintenant semi-animées, soit simplement superposées au dessus des motifs, dont certains sont de nature kaléidoscopique. L'architecture du début du XXe siècle, ainsi qu'un tramway et une voiture ancienne, apparaissent également dans la vidéo. Il se termine par l'illustration de Watanabe dans un cadre photo antique à côté d'un vieux phonographe.

## Liste des pistes
| 1.    | Naisho no Hanashi (ナイショの話)                | ryo (supercell) | ryo             | ryo, TAKUYA     | 4:18 |
| 2.    | I'm in love'                                    | Mayuko Maruyama | Mayuko Maruyama | Mayuko Maruyama | 4:23 |
| 3.    | Hontō wa (本当は)                               | Carlos K.       | Carlos K.       | Carlos K.       | 4:19 |
| 4.    | Naisho no Hanashi (ナイショの話) (Instrumental) |                 | ryo             | ryo, TAKUYA     | 4:18 |
| 17:18 |                                                 |                 |                 |                 |      |

| Nisemonogatari édition limitée | Nisemonogatari édition limitée            | Nisemonogatari édition limitée | Nisemonogatari édition limitée | Nisemonogatari édition limitée | Nisemonogatari édition limitée | Nisemonogatari édition limitée | Nisemonogatari édition limitée | Nisemonogatari édition limitée | Nisemonogatari édition limitée |
| No                             | Titre                                     | Paroles                        | Arrangement                    | Durée                          |                                |                                |                                |                                |                                |
| ------------------------------ | ----------------------------------------- | ------------------------------ | ------------------------------ | ------------------------------ | ------------------------------ | ------------------------------ | ------------------------------ | ------------------------------ | ------------------------------ |
| 1.                             | Naisho no Hanashi (ナイショの話)          | ryo (supercell)                | ryo, TAKUYA                    | 4:18                           |                                |                                |                                |                                |                                |
| 2.                             | I'm in love'                              | Mayuko Maruyama                | Mayuko Maruyama                | 4:23                           |                                |                                |                                |                                |                                |
| 3.                             | Hontō wa (本当は)                         | Carlos K.                      | Carlos K.                      | 4:19                           |                                |                                |                                |                                |                                |
| 4.                             | Naisho no Hanashi (ナイショの話) (TV MIX) |                                | ryo, TAKUYA                    | 1:32                           |                                |                                |                                |                                |                                |
| 14:32                          |                                           |                                |                                |                                |                                |                                |                                |                                |                                |

| 1. | Naisho no Hanashi (Clip) | 4:18 |

## Personnel
| ClariS - Clara – Chant - Alice – Chant | Production - Takashi Koiwa – Mixage audio - Shunroku Hitani – Mixage audio - Yuji Chinone – Mastering - Motohiro Yamazaki – Design, Direction artistique |

## Classements
| Classement (2012)          | Meilleure position |
| -------------------------- | ------------------ |
| Japan Hot 100 de Billboard | 6                  |
| Weekly Singles de l'Oricon | 2                  |